# Kette (Schmuck)

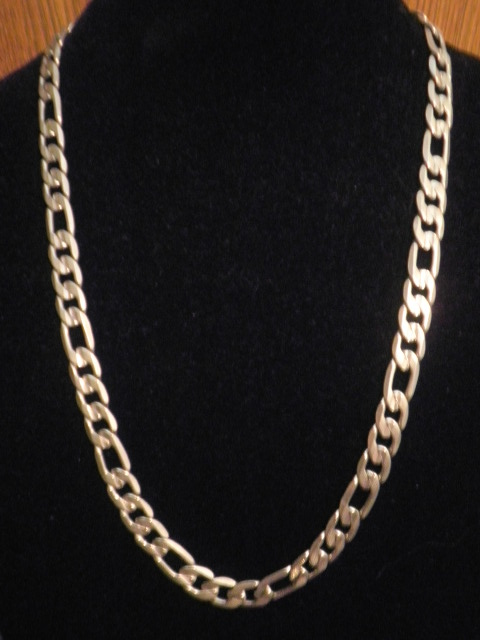
Panzerkette, Sterling Silber

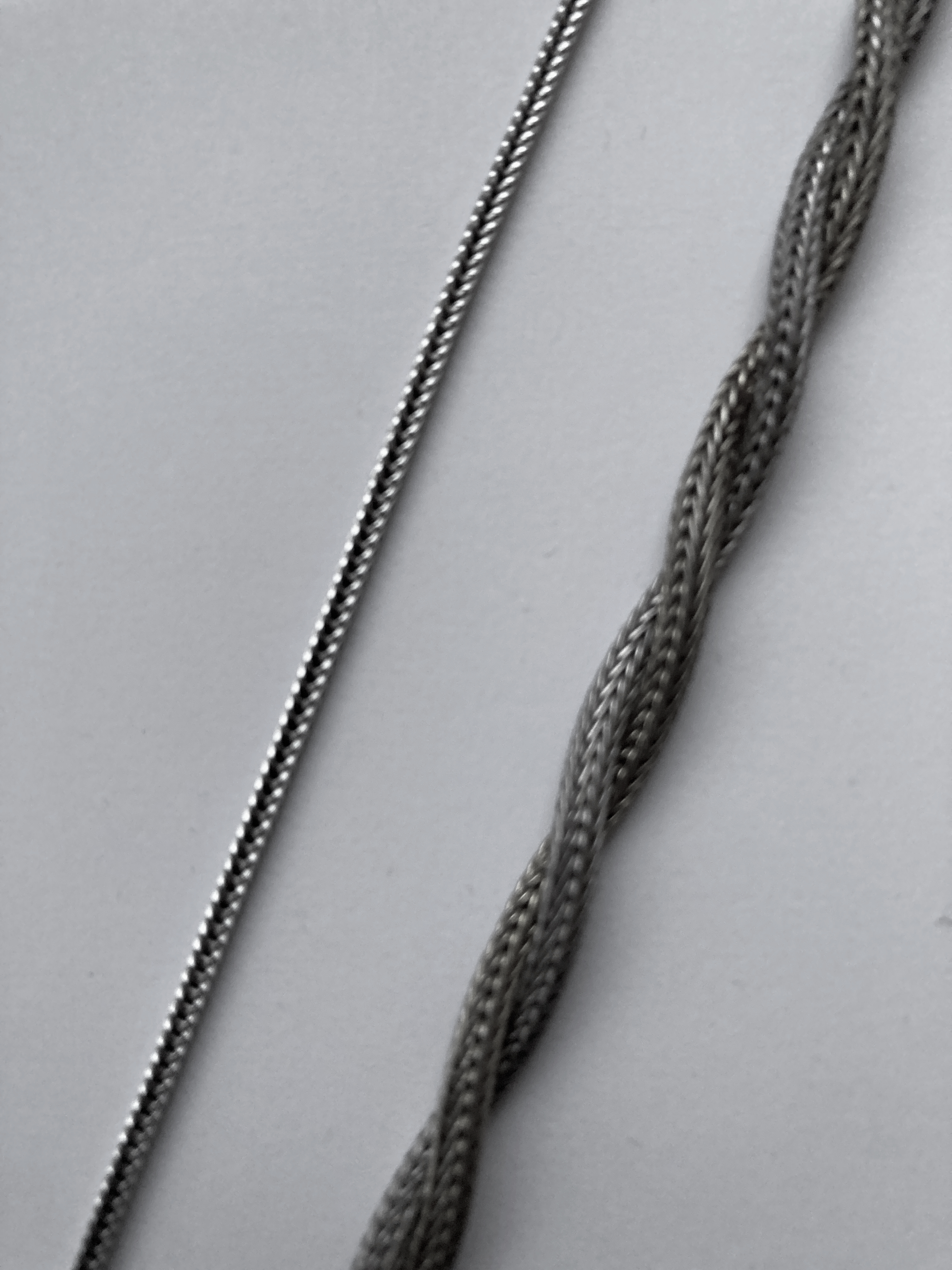
Fuchsschwanzkette

Ketten bestehen aus einer Reihe miteinander verbundener, gelöteter oder aus einem flach gewalzten Draht ausgestanzter Kettenglieder aus Edelmetall oder aus geknoteten oder nur aufgereihten Perlen. Schmuckketten werden aus Gold, Silber, Platin, Tombak, Palladium, Messing, Stahl und neuerdings auch aus Titan hergestellt.
Die Anker- und Panzerketten werden aus gelöteten Ösen hergestellt. Bei Zug reißt das schwächste Glied. Die Fuchschwanzkette wurde bereits um 1550 v. Chr. in Ägypten hergestellt. Sie reißt nicht, da sie aus ungelöteten Ösen quasi gestrickt wird.
Ein Collier ist eine Halskette, auf die Elemente aus weiteren Materialien wie Perlen, Korallen oder Edelsteinen aufgereiht sein können.
Je nachdem, wo und wie eine Kette als Accessoire getragen wird, unterscheidet man zwischen Halsketten, Armketten, Fußkettchen, Schulterketten, Bauchketten, Hüftketten und beispielsweise eine Chatelaine von einer am Rock befestigten Uhrkette oder dem Charivari am Lederhosenlatz. Kettchen, die von einem Schmuckstück oder von einer Krone herabhängen, werden Pendilien genannt.

## Frühe Exemplare
Über frühe Moden und ihre Herstellungsmethoden, ihre Materialien geben oft nur noch archäologisch gefundene Grabbeigaben und Gemälde Aufschluss.

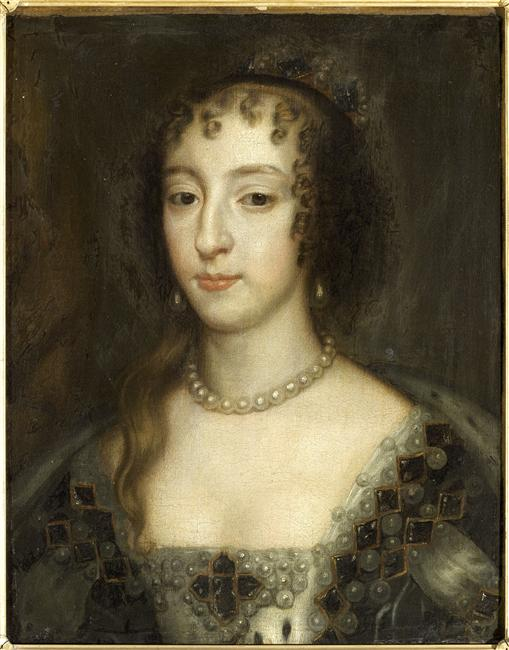
Henrietta Maria von Frankreich mit Perlenkette, 1660

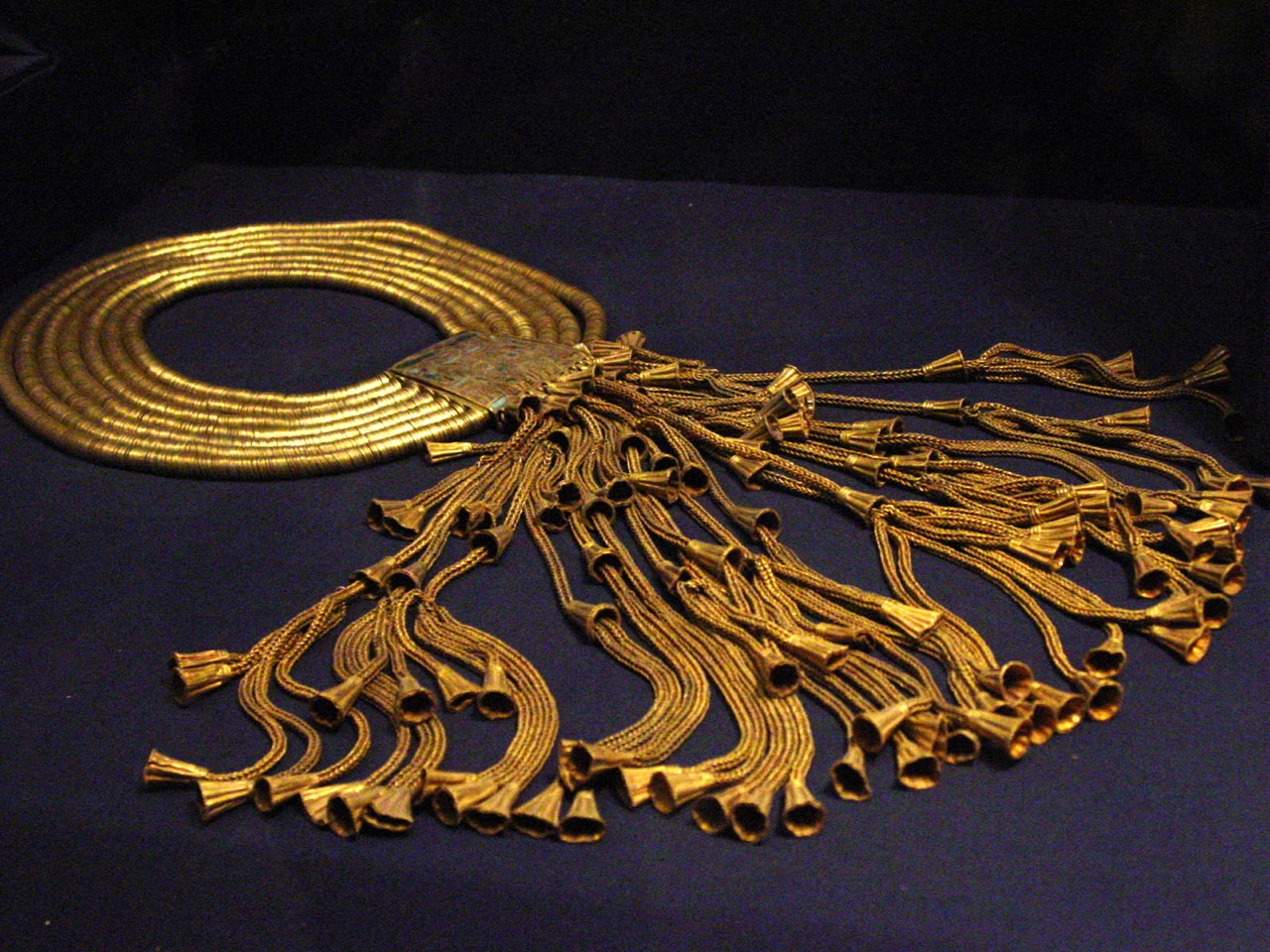
Schmuck mit Fuchsschwanzkette des Psusennes I. (um 1000 v. Chr.)

## Ketten aus Metallen

### Handgefertigte Ketten
Früher wurden alle Ketten mühsam und aufwändig mit der Hand hergestellt. Dazu standen dem Goldschmied eigene Werkzeuge zur Verfügung.
1. Zusammenstellen der Legierung
2. Schmelzen der Legierung
3. Herstellung des Drahtes, „Drahtziehen“
4. Rüsten der Maschine und Fertigung der Kette
5. Löten der Kette
6. Schneiden der Facetten, „Diamantieren“
7. Schlagen der Kette (fakultativer Arbeitsvorgang)
8. Schneiden der Kette
9. Anbringung der Endösen und Verschlüsse
10. Endreinigung und Politur
11. Punzieren

Zusammenstellen der Legierung
Die Legierung ist ein wohlgehütetes Geheimnis. Das Einzige, was wohl jedem bekannt sein dürfte, ist der Feingehalt der Legierung, das heißt der reine Edelmetallanteil. Die anderen Komponenten beeinflussen, abgesehen von den physikalischen Faktoren wie die Farbe, Zähigkeit/Sprödigkeit usw., auch vor allem die Biokompatibilität. So gibt es beispielsweise Weißgoldlegierungen, die einen geringen Nickelanteil aufweisen, die bei sensiblen Allergikern zu Contrareaktionen führen können. Bei Verwendung gewisser besonders weicher Legierungen, wie sie in Großproduktionen verwendet werden, kann es sein, dass die Farbe stark rötlich wird, weshalb die Kette nach der Produktion nochmals „nachvergoldet“ wird, da die meisten Märkte nach gelben Goldketten verlangen. Diese Vergoldung hat ein intensiv gelbes (türkische/italienische Farbe) Erscheinungsbild und geht allerdings nach einiger Zeit des Tragens ab. Daher ist es ein Qualitätsmerkmal, sogenannte „durchlegierte“ Ketten herzustellen, die aus einer härteren und gelben Legierung bestehen und somit nicht nachvergoldet werden müssen.
Herstellung des Drahtes (Drahtziehen)
Bei der Herstellung des Drahtes werden Drahtstärken von 10 mm unter Verwendung von Walzen auf Drahtstärken von weniger als 0,20 mm gebracht.
Rüsten der Maschine und Fertigung der Kette
Das Rüsten und Einstellen der Maschine ist die wahre Kunst der Kettenherstellung. Ein eigens darauf spezialisierter Fachmann und viele Jahre Erfahrung sind notwendig, um dieses komplizierte Zusammenspiel von kleinsten Zangen, Messern und Führungen so zu justieren, dass am Ende eine Kette herauskommt.
Löten der Kette
Bei der Lötung unterscheidet man heutzutage zwischen Flammen- und Laserlötung. Die Flammenlötung basiert auf demselben Prinzip wie auch beim Goldschmied gearbeitet wird.
Dabei wird eine leichtflüssigere Legierung oder ein Lötpulver aufgebracht, bei dessen Schmelzen sich die Lücke im Glied schließt. Bei moderneren Maschinen kann das Löten mittels Laser bereits in einem angebauten Arbeitsschritt erfolgen.
Schneiden der Facetten (Diamantieren)
Unter „Diamantieren“ versteht man den Arbeitsschritt, bei dem mittels rotierender Diamanten Schliffe oder Muster in die Kette geschnitten werden. Das Diamantieren kann das Aussehen der Kette sehr stark verändern.
Verformung (Schlagen der Kette)
Manche Ketten werden, um ihr endgültiges Aussehen zu erhalten verformt (Schlagen). Dadurch erhält man eine gewisse Steifheit, die für manche Schmuckdesigns gewünscht ist.
Endfertigung
Für die Endfertigung wird die Kette auf die erforderliche Länge geschnitten; Endösen werden angelötet und die Verschlüsse angebracht. Am Ende erfolgt noch je nach Kettenart eine manuelle oder automatische Endpolitur, die der Kette ihr strahlendes Äußeres gibt.
Punzen
Auf den Verschlüssen oder den Endösen sind auch zumeist die sogenannten Punzen angebracht. Die mit Stempel eingeschlagenen Kennziffern und Markennamen geben Auskunft über den Hersteller wie auch den Edelmetall-Feingehalt der Legierung.

### Maschinenfertigung
Die Produktion der Fuchsschwanzkette entwickelte sich um 1880. Der Draht wird in unterschiedlicher Stärke schon fertig gekauft und durch eine Walze flach gewalzt. Ein Stanze stanzt ovale Ösen aus. Diese fallen dann nacheinander in eine Vertiefung und werden dabei an den Enden nach oben gebogen. Ähnlich einem Strickvorgang wird nun jede Öse in ihre Vorgänger-Öse eingehängt. Die fertige Kette kann dann anschließend flachgewalzt oder gedreht werden.

### Hohle Ketten
Bei der Herstellung von Hohlketten wird ein Eisenkern mit einer Goldplatte umwickelt. Dann wird die unterschiedliche Lösbarkeit der Metalle genutzt. Dabei dringt die Säure durch die Naht ein und durch die Aufenthaltsdauer in der Säure lässt sich steuern, wie viel von dem Grundmetall herausgelöst wird. Diese Technologie wird wegen der einfachen Ausführung heute am häufigsten angewendet.

## Verwendung
Schmuckketten werden meist als Träger für Anhänger oder aufwendig zu einem mit Edelsteinen besetzten Collier verarbeitet.

### Collier
Von einem Collier, auch Kollier,  – entlehnt aus französisch collier; von mittellateinisch collarium ‘Halsband’, lateinisch collare ‘Halsfessel’ zu collum ‘Hals’ – spricht man bei einem um den Hals getragenen Schmuckstück wie einer Halskette, auf die auch Elemente aus weiteren Materialien wie Perlen, Korallen oder Edelsteinen aufgereiht sein können.

### Schmuckkettenformen
- Ankerkette[1]
- Doppelankerkette
- Ankerkette flach
- Karreekette
- Flinserlkette
- Fuchsschwanzkette
- Königskette
- Venezianerkette[2]
- Panzerkette[3]
- S-Panzerkette (Irrgang)
- Singapurkette
- Figaropanzerkette
- Erbskette
- Haferkornkette
- Marinekette
- Aidakette
- Broadkette
- Kordelkette[4]
- Schlangenkette (Gänsegurgel)
- Halsreifen
- Omega
- Kugelkette
- Pretiosa
- Violin Chain
- Zopfkette

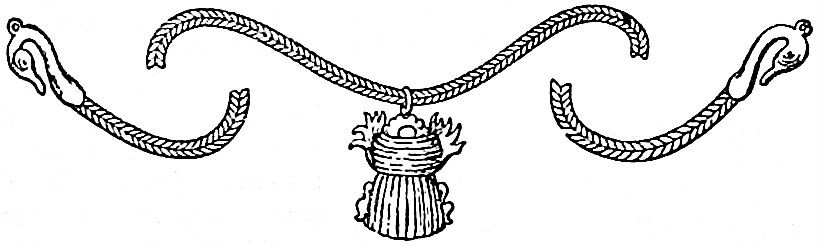
Fuchsschwanzkette der Ahhotep I. (um 1550 v. Chr.)
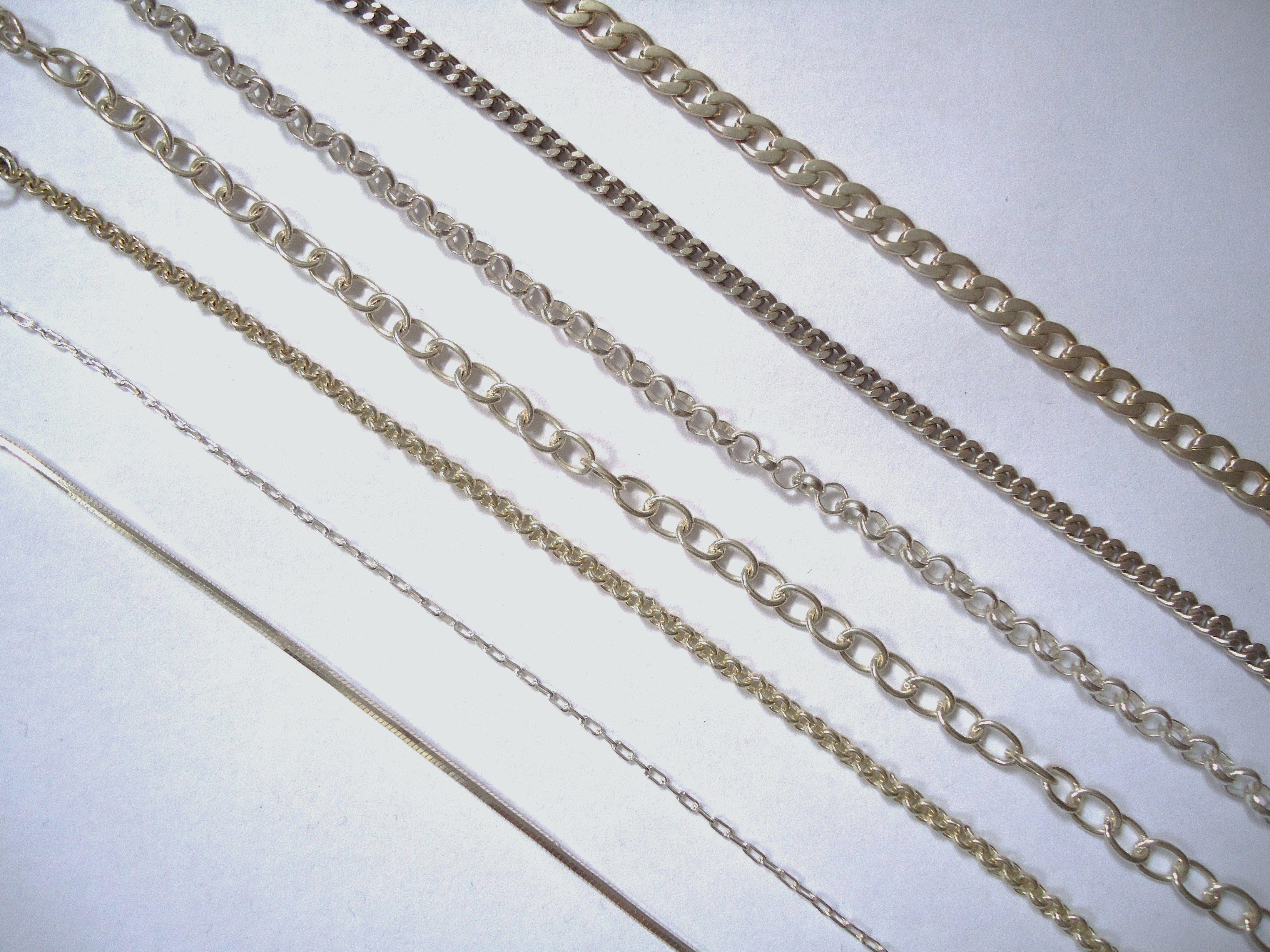
Silberketten verschiedener Größe und unterschiedlicher Ausführungsart
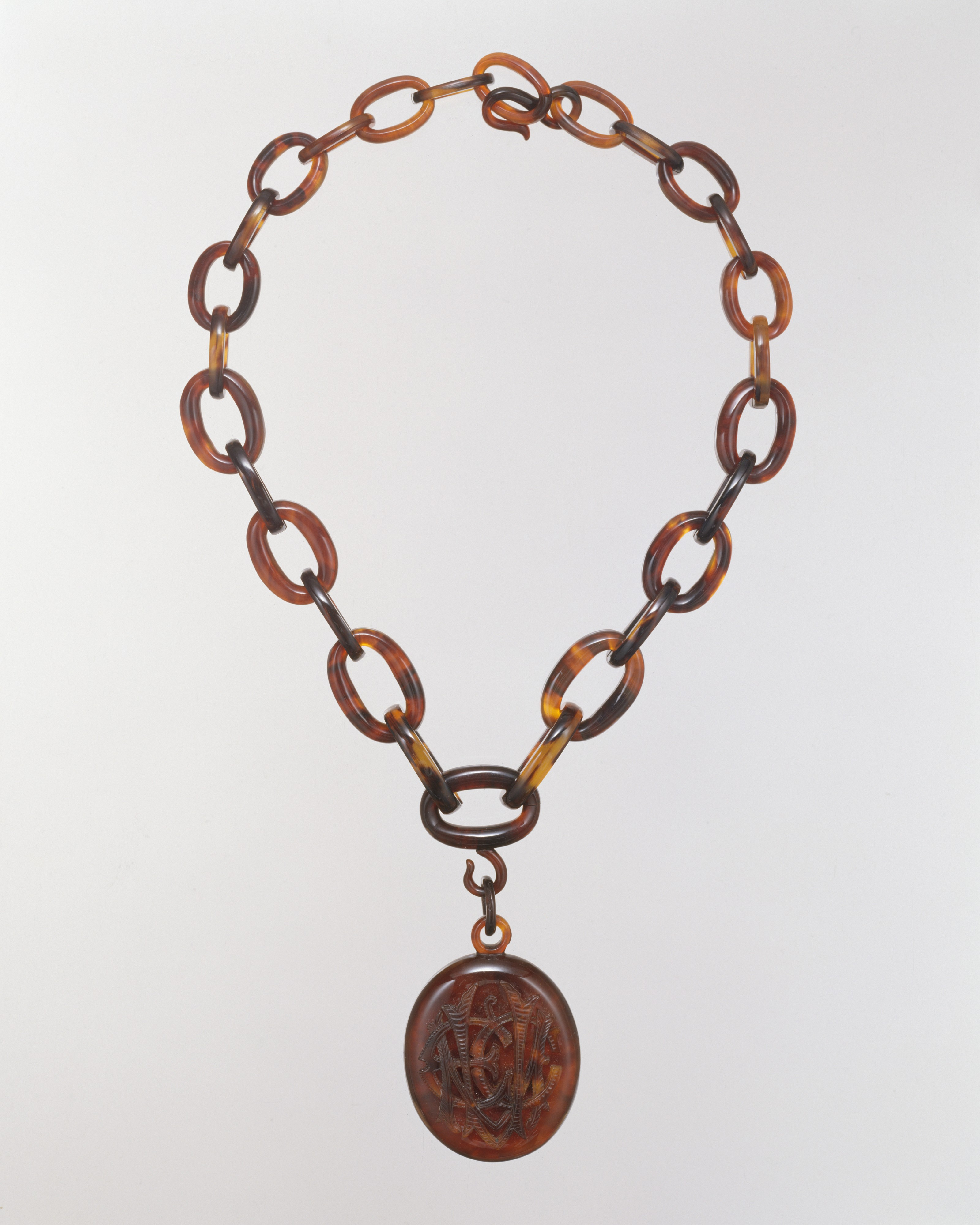
Ankerkette mit Anhänger, Schildpatt, um 1870
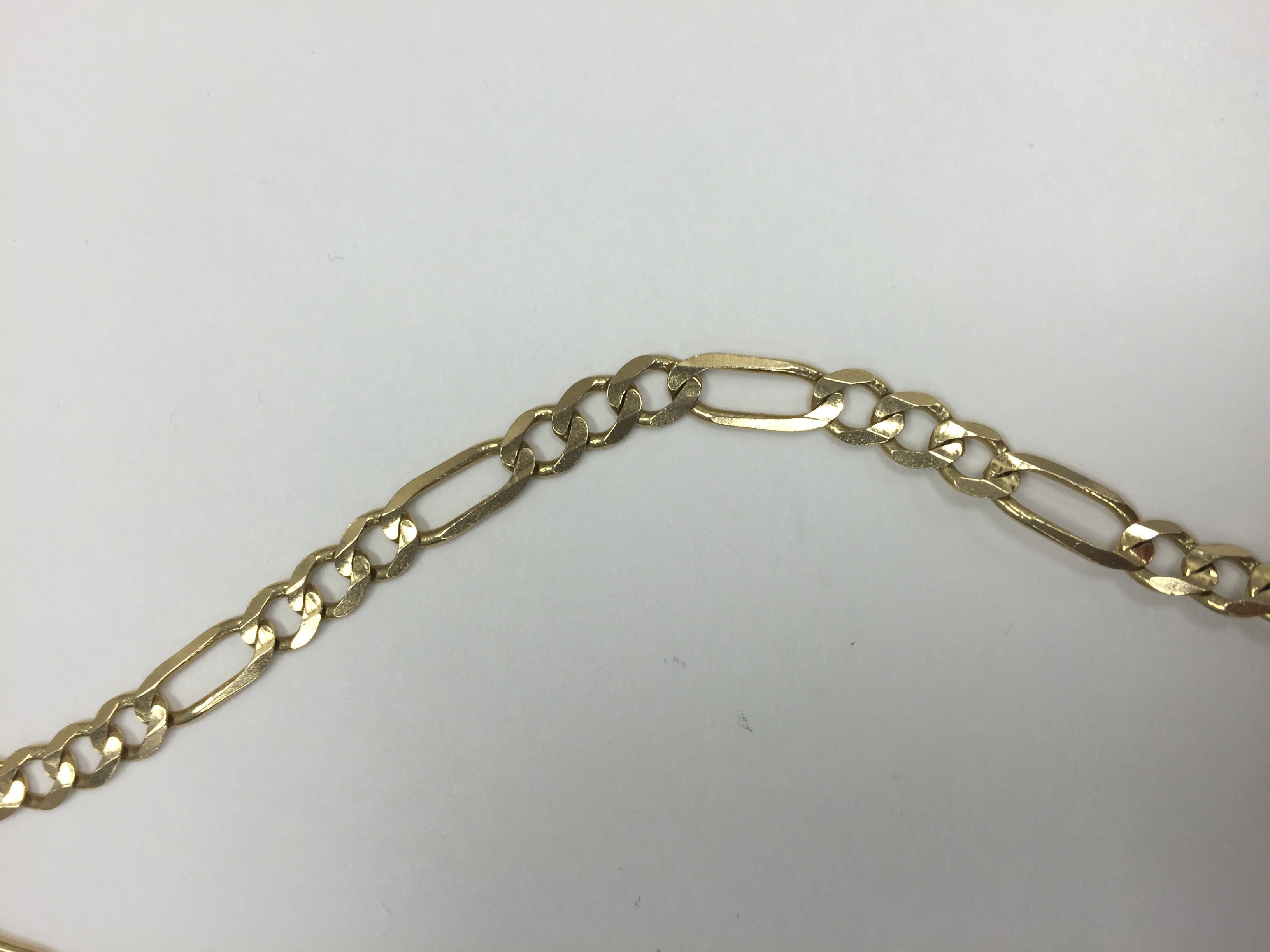
Figaropanzerkette, Gold, 14 Karat
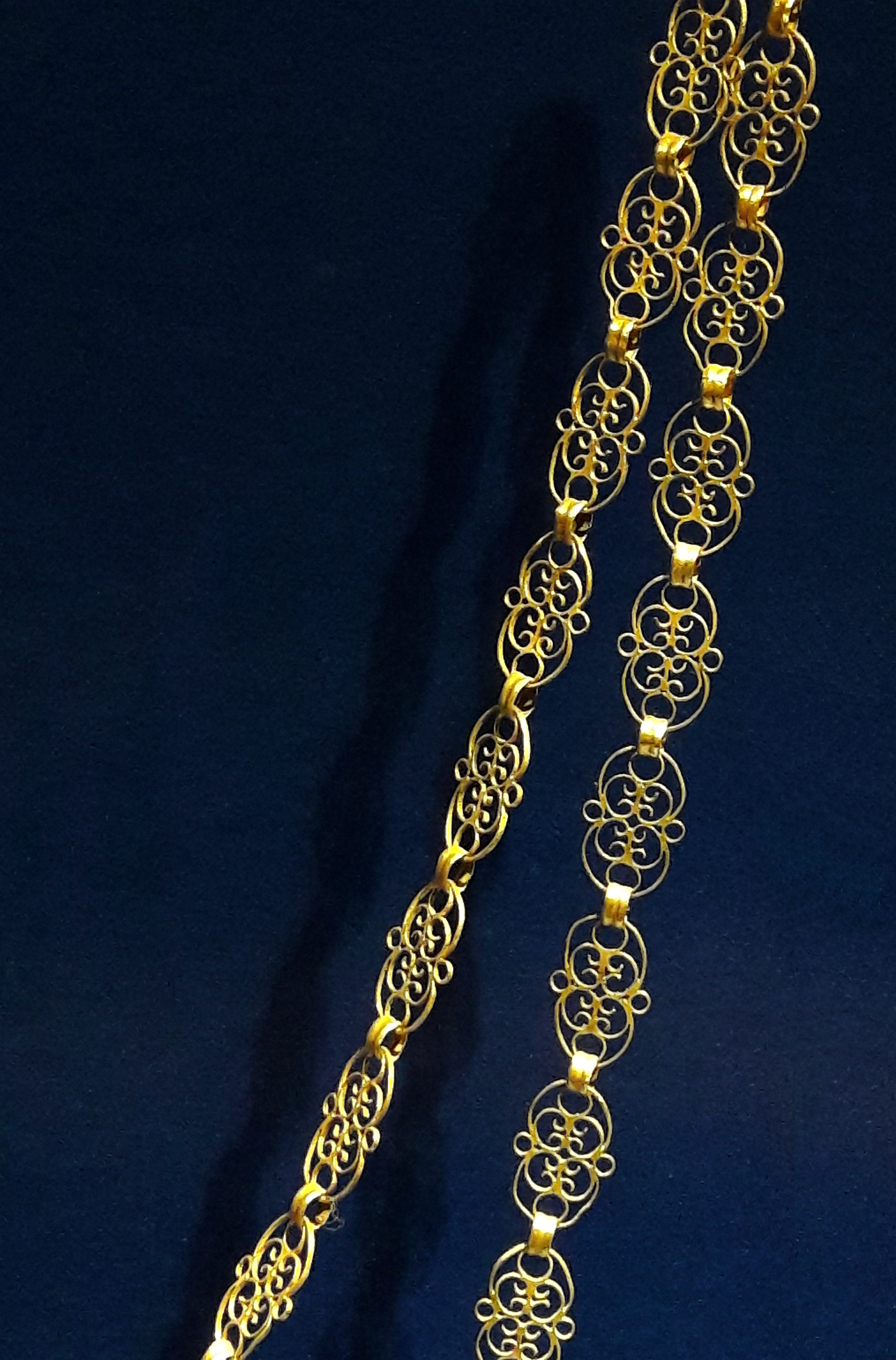
Filigankette, Silber, Anfang 17. Jh., Polen
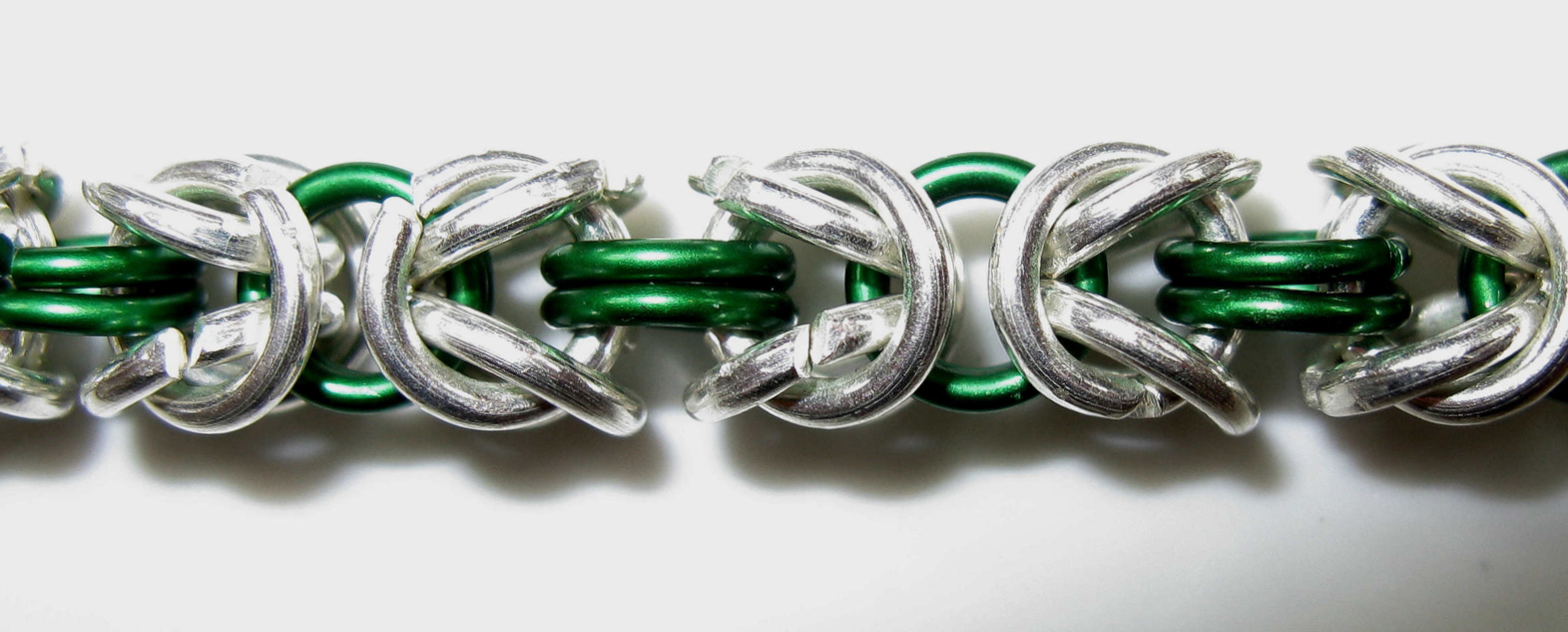
Königskette
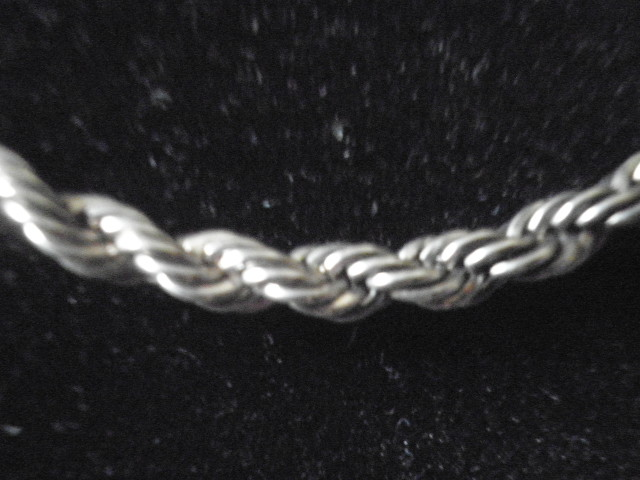
Kordelkette, Sterling Silber
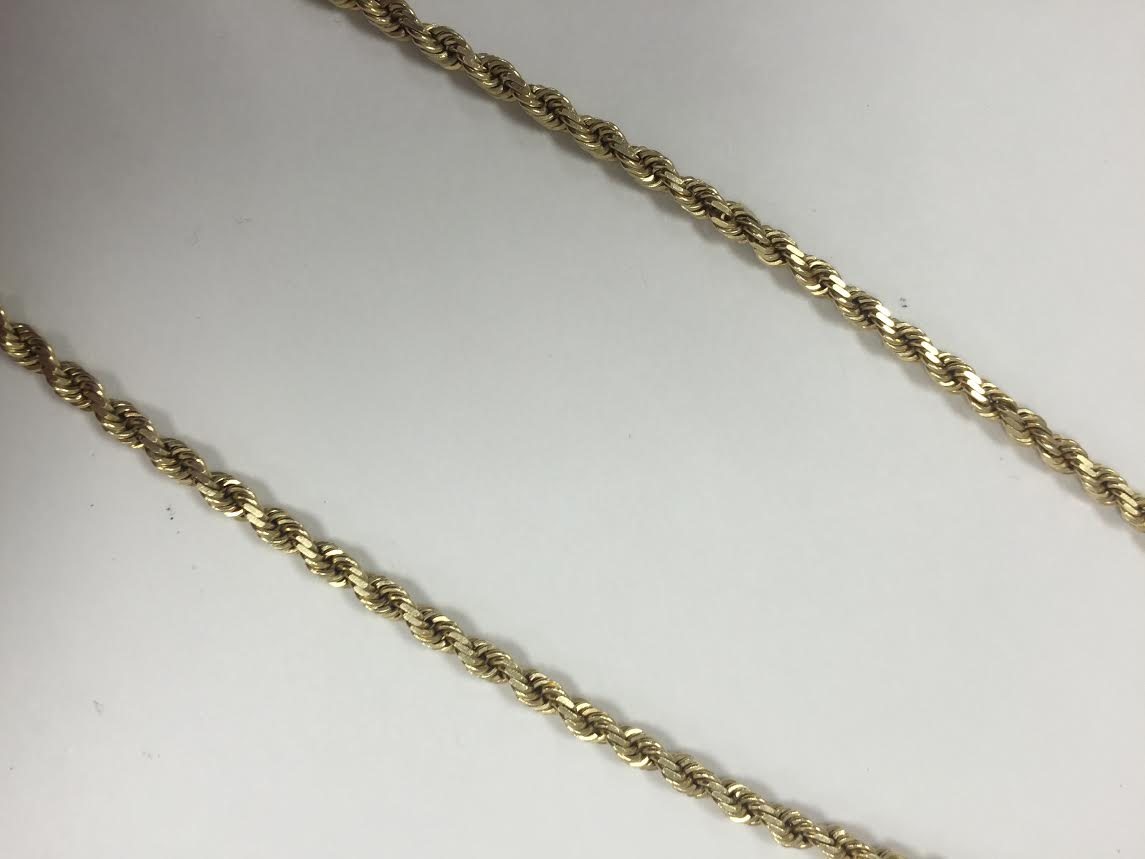
Kordelkette, Gold, 14 Karat
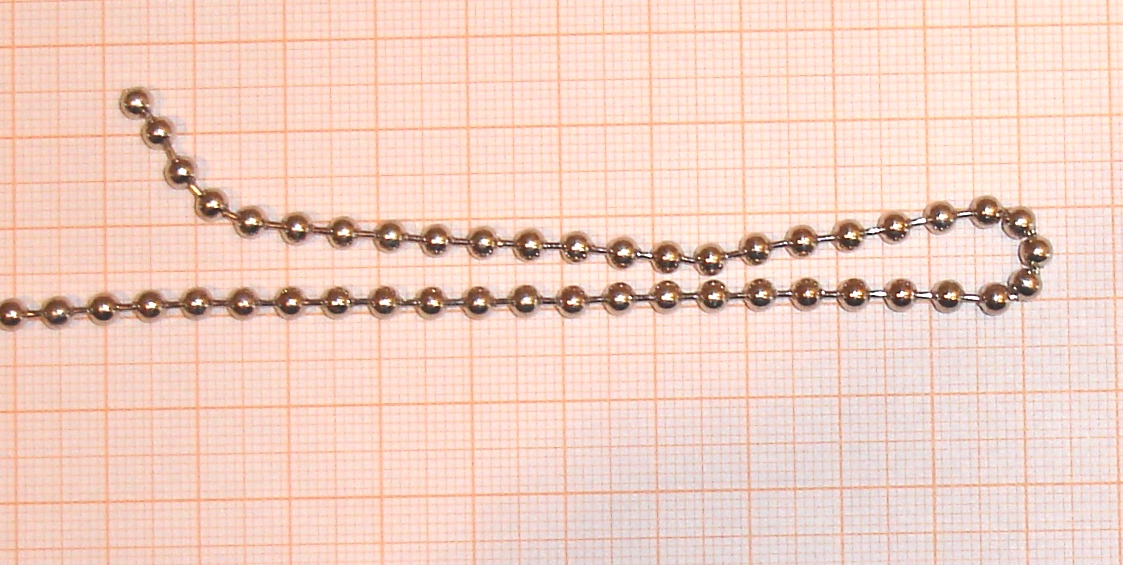
Kugelkette
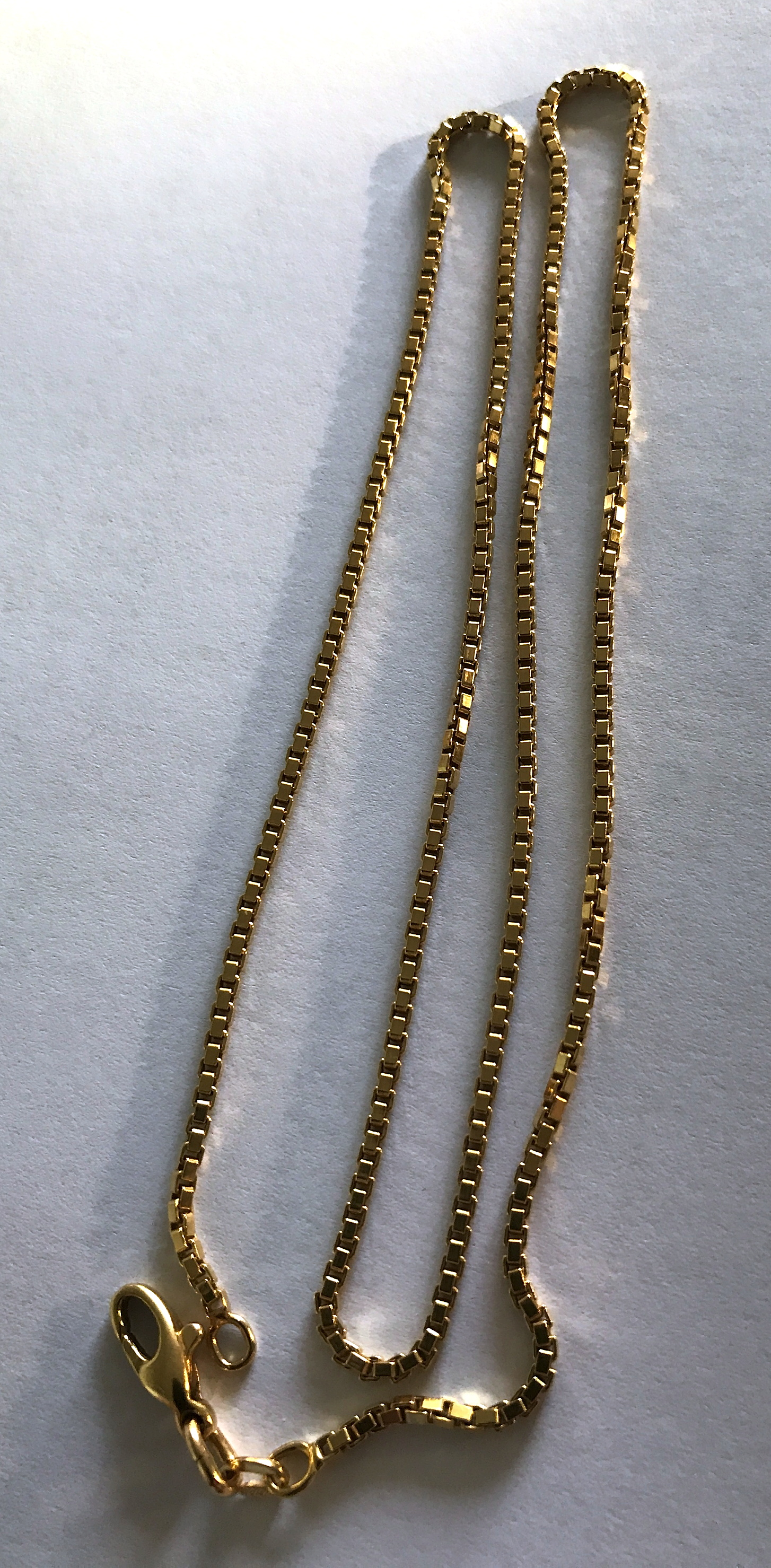
Venezianerkette, Gold
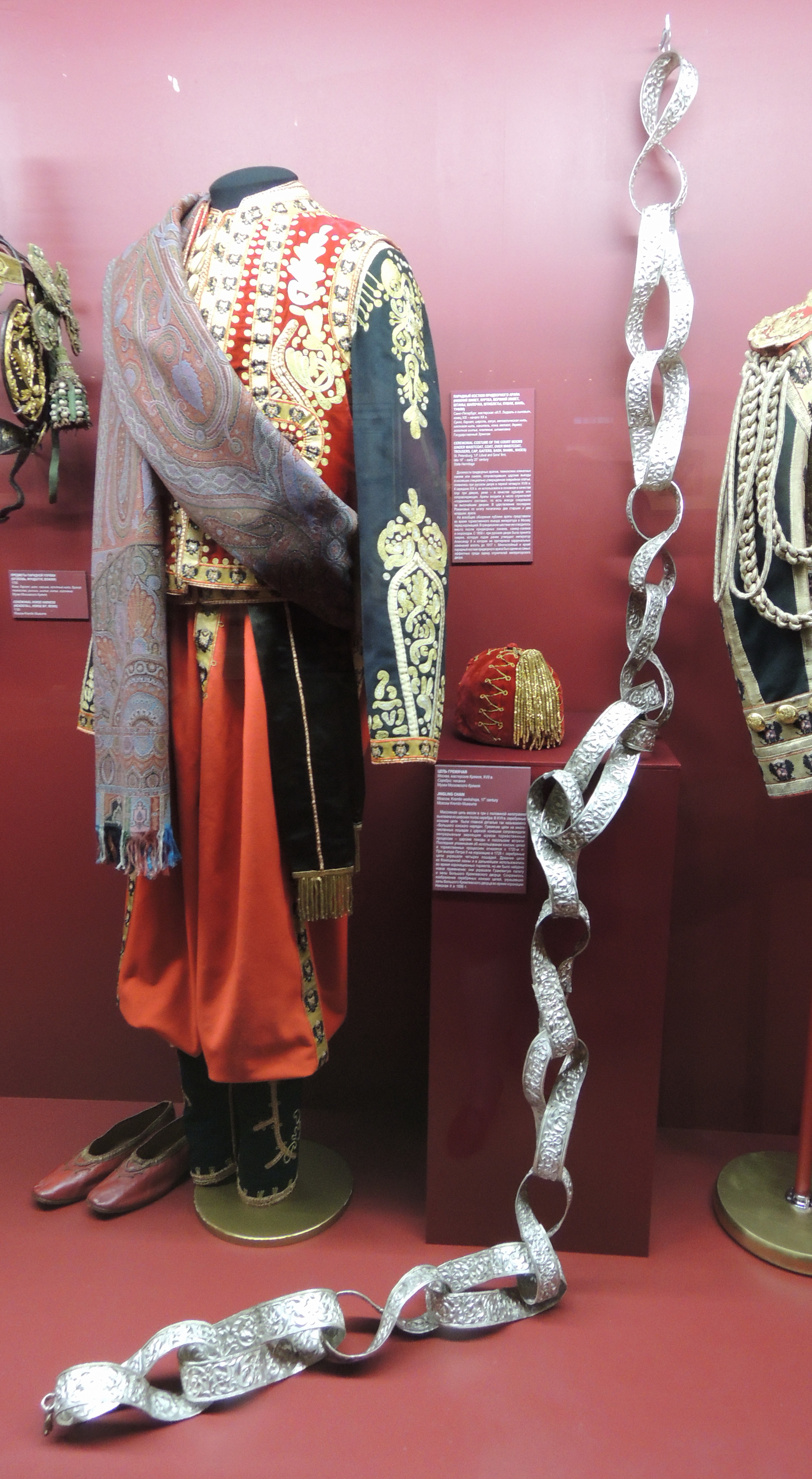
Zeremonienkette, Russischer Zarenhof, Silber, 17. Jhd., Rüstkammer des Moskauer Kremls
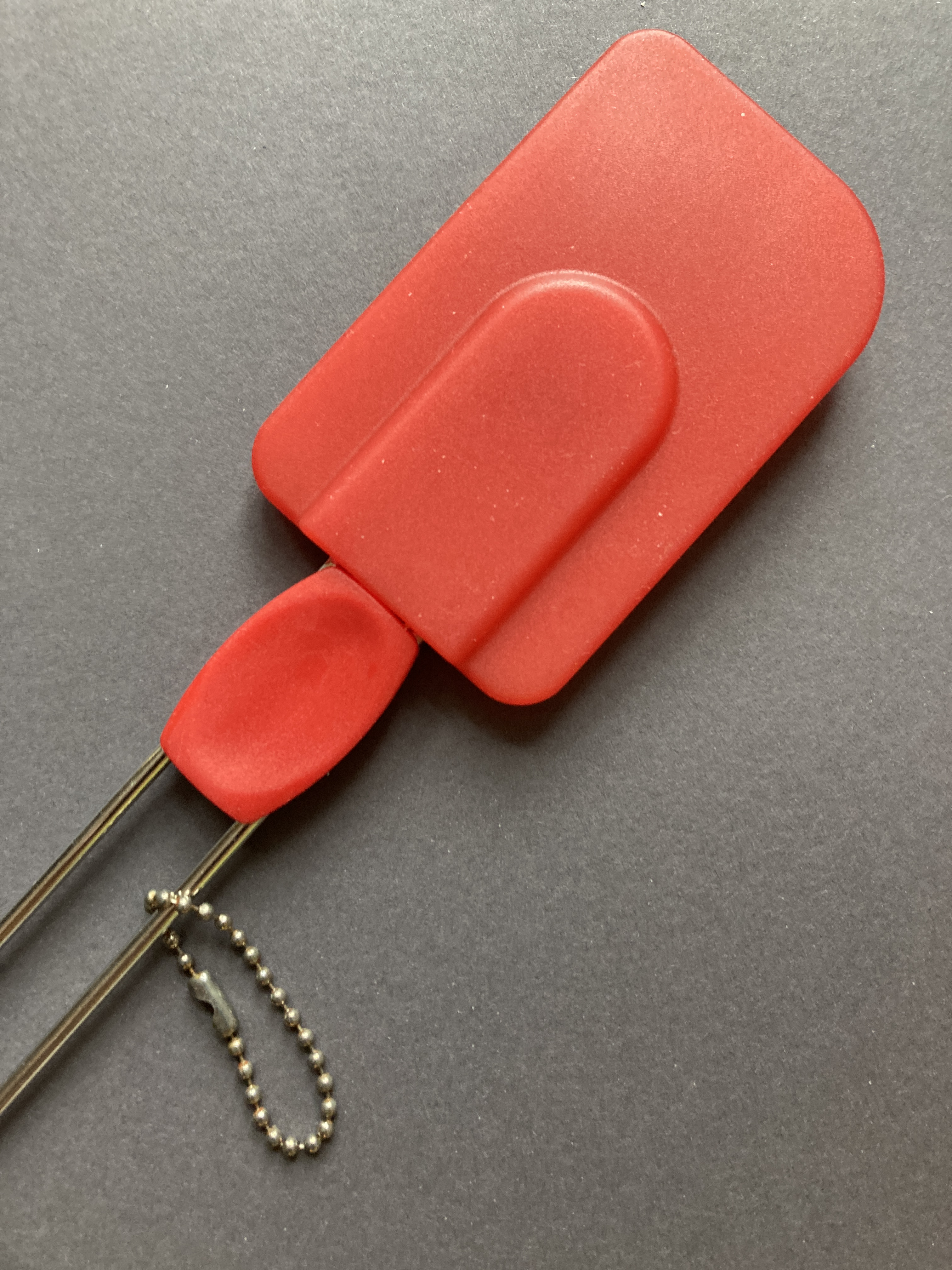
Kugelkette im Haushalt

### Besondere Verwendungen
Haushalt
- Brillenkette
- Uhrkette
- Serviettenhalter

Schmuck
- Taufketten
- Pendilien
- Fußkette
- Krawattenkette
- Schildarmband

Insignien
- Amtskette
- Barettlikette

Gebetsketten
- Mala (Hinduismus)
- Rosenkranz (katholische Kirche)
- Pater Noster (katholische Kirche – Vorläufer des Rosenkranzes)
- Tasbih (Islam)